# Grażyna Wolszczak

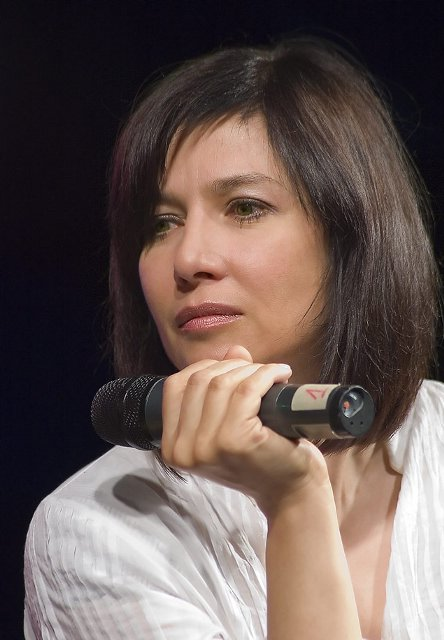
Grażyna Wolszczak

Grażyna Wolszczak (* 7. Dezember 1958 in Danzig, Polen) ist eine polnische Schauspielerin und Autorin.
Vor ihrer Karriere als Film- und Fernsehschauspielerin trat sie in vielen verschiedenen Theaterstücken in ganz Polen auf, unter anderem spielte sie das Stück Die Dreigroschenoper von Bertolt Brecht. Ihren ersten Fernsehauftritt hatte sie in der Serie 07 zglos sie im Jahr 1987. Es folgten zahlreiche Engagements in Film und Fernsehen, wie zum Beispiel 2002 in Der Hexer – Geralt von Riva, 1998 in Unser fremdes Kind oder 1999 in Alle meine Lieben.
Sie ist auch als Autorin tätig. 2007 veröffentlichte sie das Buch Jak być zawsze młodą, piękną i bogatą.

## Privat
Sie war von 1986 bis zu seinem Tod im Jahre 1996 mit Schauspieler Marek Sikora verheiratet. Die beiden haben einen gemeinsamen Sohn, der 1989 geboren wurde. Sie ist in zweiter Ehe mit dem Drehbuchautor Cezary Harasimowicz verheiratet.

## Filmografie (Auswahl)
- 1987: 07 zgłoś się
- 1989: Lawa
- 1989: Żelazną ręką
- 1990: Femina
- 1990: Kapitan Conrad
- 1991: Rozmowy kontrolowane
- 1995: Die Verwandlungsmaschine (Maszyna zmian)
- 1996: Gry uliczne
- 1997: Cudze szczęście
- 1997: Polowanie
- 1998: Unser fremdes Kind
- 1999: Alle meine Lieben (Vsichni moji blízcí)
- 2000: Na dobre i na złe
- 2001–2002: Marzenia do spełnienia
- 2002: Der Hexer – Geralt von Riva
- 2003: Na Wspólnej
- 2006: Ja wam pokażę!
- 2007: Wolny jeździec
- 2008: Zamiana
- 2008: Matka Chrzestna
- 2009: Pierwsza miłość